# Siemomysł
Siemomysł (Ziemomysł), född troligen i slutet av 800- eller början av 900-talet, död mellan åren 950-960, var polanernas (pol. polanie) tredje furste eller prins (pol. książe) av Piastdynastin, omnämnd i Gallus Anonymuskrönikan. Son till Lestek, far till Mieszko I.

## Biografi
Då hans verkliga existens inte går att härleda och bekräfta till andra källor än den anonyma Galla Anonimkrönikan, anses det inte historiskt bevisat att han verkligen existerat. Enligt vissa framlagda hypoteser skall han ha regerat från och med c:a år 930 (vissa forskare menar dock att Siemomysłs regeringstid varit tämligen kort, med början c:a år 950). Man antar att det troligen var han som enade Polanernas, Goplanernas och Masowszanernas landområden eller riken men det kan inte uteslutas att det istället var hans far som enade dem. Enligt en hypotes av den polske historikern Henryk Łowmiański motverkade han en resning av Wkrzan-stammen riktad mot Tyskland.

## Släktträd
| Siemowit | Lestek | Siemomysł |
| Okänd    | Lestek | Siemomysł |
| Okänd    | Okänd  | Siemomysł |
| Okänd    | Okänd  | Siemomysł |